# Ligue de Venise
Pour les articles homonymes, voir Ligue et Sainte-Ligue.
Ne doit pas être confondu avec Ligue italique.

Carte de l'Italie en 1494

La ligue de Venise ou Sainte ligue ou ligue italique est une coalition italienne constituée à la fin du XVe siècle à l'encontre du royaume de France, regroupant la république de Venise, le duché de Milan, les États pontificaux, le Saint-Empire romain germanique et la couronne d'Aragon.

## Présentation
La « Sainte-Ligue », appelée ainsi car elle était une initiative du pape Alexandre VI, est conclue à Venise, le 31 mars 1495 durant la première guerre d’Italie, malgré les efforts diplomatiques français de Philippe de Commynes. Elle est officiellement publiée le 12 avril mais la nouvelle de la création de cette ligue est connue dès le 5 avril 1495 à Naples, que vient alors de conquérir le roi de France Charles VIII. Cette nouvelle le mit dans une grande colère.
Remise en vigueur partielle de la ligue italique de 1454, elle a officiellement pour but la lutte contre les Turcs, la défense de l’Italie et la préservation des États concernés. En réalité, elle permet effectivement en 1495, par son attitude menaçante et malgré une défaite à la bataille de Fornoue, d'inciter le roi de France Charles VIII à abandonner Naples et à rentrer dans son royaume.
Elle se disloque après la signature de la trêve d’Alcalá de Henares entre la France, les royaumes espagnols et le Saint-Empire romain germanique, le 24 novembre 1497, qui met fin à la première campagne d'Italie.